# GetTV
getTV é uma rede norte-americana de televisão digital de propriedade da Sony Pictures Television.Originalmente orientada para filmes, a rede desde então fez a transição para uma rede de entretenimento geral apresentando principalmente programas de televisão clássicos dos anos 1960 até os anos 2000, muitos dos quais são provenientes da biblioteca da Sony Pictures Entertainment, bem como da 20th Television, CBS Television Studios e biblioteca NBCUniversal Television Distribution.
A rede está disponível em muitos mercados de mídia por meio dos subcanais digitais de estações de transmissão de televisão e nas camadas digitais de provedores de cabo selecionados por meio de uma afiliada local da rede. Também é transportado por vários serviços de streaming, como Philo. A getTV fornece programação 24 horas por dia e transmissões em definição padrão 480i. A rede concorre com várias outras redes clássicas de TV, como Antenna TV, Cozi TV e MeTV.